# Laphria coerulescens
Laphria coerulescens är en tvåvingeart som beskrevs av Macquart 1834. Laphria coerulescens ingår i släktet Laphria och familjen rovflugor.
Artens utbredningsområde är Mauritius. Inga underarter finns listade i Catalogue of Life.